# Форчела (Мачерата)
Форчела (итал. Forcella) насеље је у Италији у округу Мачерата, региону Марке.
Према процени из 2011. у насељу је живело 28 становника. Насеље се налази на надморској висини од 957 м.